# روبرت بارك
روبرت بارك (بالإنجليزية: Robert Park)‏ هو لاعب كرة قدم أمريكية أمريكي، ولد في 12 مايو 1880 في رومي في الولايات المتحدة، وتوفي في 22 نوفمبر 1961.